# Gertrud Savelsberg
Gertrud Savelsberg (* 3. Februar 1899 in Ramsbeck; † 5. August 1984 in Kiel) war eine deutsche Sozialwissenschaftlerin und stellvertretende Direktorin der Bibliothek des Instituts für Weltwirtschaft in Kiel.

## Leben und Wirken
Die Tochter eines Bergwerkdirektors aus Ramsbeck und Vorstandsmitglieds der Stolberger Zink AG absolvierte 1918 ihr Abitur auf der „Evangelischen Höheren Töchterschule“, der heutigen Viktoria-Schule, in Aachen und begann anschließend an der RWTH Aachen ein Studium der Volkswirtschaftslehre. Ein Jahr später wechselte sie zur Universität Freiburg und im Jahr 1921 zur Universität Kiel, wo sie dann nach erfolgreicher Diplomarbeit im Jahr 1924 ihre Promotion mit dem Thema: Der Internationale Frauenschutz und das Problem der Frauenarbeit bei Bernhard Harms ablegte. Anschließend unternahm sie einige Studienreisen und kehrte schließlich wieder an die TH Aachen zurück. Als Assistentin von Carl Max Maedge habilitierte sie sich im Jahr 1930 mit dem Thema: Die statistischen Unterlagen zu Lohnproblem und ihre Unbrauchbarkeit zur Erkenntnis der privatwirtschaftlichen Lage und wurde daraufhin als Privatdozentin für Volkswirtschaftslehre und Wirtschafts- und Sozialpolitik weiterbeschäftigt. Damit war sie nach Maria Lipp und Doris Schachner erst die dritte weibliche habilitierte Mitarbeiterin der TH Aachen und die erste im Fachbereich Wirtschaftswissenschaften.
Mit Maedge und Alfred Meusel gehörte sie darüber hinaus dem Freundes- und Schülerkreis um Ferdinand Tönnies an, den sie ebenso wie Meusel von ihrer Kieler Zeit her kannte. Nach der Vertreibung Meusels aus Aachen im Jahr 1933 durch die Nationalsozialisten auf Grund seiner angeblichen Nähe zu kommunistischem Gedankengut, übernimmt Savelsberg kommissarisch auch dessen Lehrstuhl. Obwohl sie ab dem 1. August 1933 in den Nationalsozialistischen Lehrerbund (NSLB) und ein Jahr später in den Nationalsozialistischen Rechtswahrerbund (BNSDJ) sowie ab dem 25. November 1938 in die NSDAP und in die Hochschulgemeinschaft deutscher Frauen in der NS-Studentenkampfhilfe des NS-Studentenbundes der NSDAP eintrat, versuchte sie sich politisch relativ neutral zu halten. Dies führte allmählich zu einer Isolierung ihrer Person und nur durch den Zuspruch von Maedge konnte ihre vorzeitige Versetzung verhindert werden. Gertrud Savelsberg erkrankte zunehmend an dieser spannungsgeladenen Situation und entschloss sich schließlich, zum Jahreswechsel 1939/40 wieder nach Kiel zurückzukehren.
Hier wurde sie im Jahr 1941 umhabilitiert und zunächst als wissenschaftliche Referentin an die Bibliothek des Instituts für Weltwirtschaft unter der Leitung von Wilhelm Gülich übernommen. Nach der Übertragung einer außerplanmäßigen Professur im Jahr 1944 lehrte und forschte sie an der Rechts- und Staatswissenschaftlichen Fakultät auf dem Gebiet der Sozialpolitik und der sozial- und wirtschaftswissenschaftlichen Quellenkunde und beteiligte sich unter anderem gemeinsam mit dem späteren SPD-Minister Karl Schiller an der finanzpolitischen Ausbildung der Studenten des Instituts. Sie wurde dabei zunehmend auch zur rechten Hand ihres Bibliotheksdirektors Gülich, den sie bei dessen Bundestagsmandat von 1949 bis 1960 sowie während seiner Zeit als Finanzminister des Landes Schleswig-Holstein in den Jahren 1949/50 maßgeblich unterstützte. Ebenso war sie an der Rückführung der in den Ratzeburger Dom ausgelagerten Bibliothek und deren Wiederaufbau beteiligt sowie 1951 an der Wiederaufnahme des Wissenschaftsbetriebes im wieder aufgebauten ursprünglichen Institutsgebäude. Schließlich wurde sie zur stellvertretenden Direktorin der Bibliothek befördert. Allerdings verweigerte man ihr nach dem Tod Gülichs im Jahr 1960 die Beförderung zur Direktorin und ernannte stattdessen in der Person des Erwin Heidemann einen ihrer ehemaligen Schüler. Im Jahr 1964 wurde Gertrud Savelsberg emeritiert und starb unverheiratet am 5. August 1984.
Gertrud Savelsberg schrieb eine größere Anzahl an Publikationen, die teilweise im Handwörterbuch für Sozialwissenschaften veröffentlicht wurden. Ebenso beteiligte sie sich als Co-Autorin an mehreren Sammelwerken wie beispielsweise den Werken Technik, Wirtschaft, Kultur (Düsseldorf 1954), Gegenwartprobleme der Agrarökonomie (Hamburg 1958) oder den Wirtschafts- und Sozialwissenschaftliche Arbeiten (München 1962).
Gertrud Savelsberg war Mitglied unter anderem im Verein für Socialpolitik, in der Gesellschaft für sozialen Fortschritt sowie im Deutschen Akademikerinnenbund. Darüber hinaus engagierte sie sich in der Kieler Stadtakademie und in ihrer Kieler Heilig-Geist-Gemeinde.

## Werke (Auswahl)
- Der internationale Frauenschutz und das Problem der Frauenarbeit, Phil. Diss. Kiel, 1924
- (mit Hermann Gross und Jens Meier): Wirtschafts- und sozialwissenschaftliches Arbeiten. Eine Einführung in Wesen, Methoden und Bibliographie, Olzog, München/Wien 1969

## Ehrungen
- 2008 wurde der Gertrud-Savelsberg-Weg im Kieler Stadtteil Wik nach der Professorin benannt.[1]